# Amphizoidae
Amphizoa je rod brouků, umístěný ve vlastní čeledi Amphizoidae. Obsahuje šest druhů, tři z nich jsou ze západní části severní Ameriky a tři z Číny. Lidové označení "trout-stream beetle" (brouk pstruhového potoka), pochází z původních nálezů A. insolens a A. lecontei v horských potocích, ačkoliv ostatní druhy se objevují spíše v nižších polohách. Jsou možným spojovacím článkem mezi střevlíky a potápníky. I když žijí ve vodě, nejsou moc dobrými plavci a fyzicky se podobají spíše střevlíkům než potápníkům.
Jejich délka je v rozsahu od 11 do 16 mm, jsou temně černí s čtvercovou hlavou a štítem (pronotum) širším než krovky (elytra).
Larva žije též pod vodou, ale dýchá pomocí osmého zadečkového článku (abdominal segment) a proto se musí zdržovat blízko vodní hladiny. Dospělci i larvy jsou predátory, ale mohou se živit i mrtvým hmyzem.
Když je dospělý brouk vyrušen, vypouští z řiti žlutavou tekutinu, která svým zápachem připomíná hnijící dřevo, což je obranný mechanismus proti žábám a ropuchám.